# Diario di un uomo superfluo
Diario di un uomo superfluo (in russo Дневник Лишнего Человека?, Dnevnik Lišnego Čeloveka) è un racconto scritto da Ivan Turgenev e pubblicato nel 1850 sulla rivista letteraria Otečestvennye zapiski. Il protagonista del racconto, il giovane Čulkaturin, è il prototipo dell’uomo superfluo (in russo лишний человек?, lišnij čelovek): un uomo che non sa adattarsi allo stile di vita del proprio tempo e si sente ai margini di una società di cui non riesce a comprendere i meccanismi.

## Trama
arrampica sulla punta della lingua. Per quanto riguarda me, invece, altro non si può dire se non: superfluo; e fine del discorso.
Una persona in sovrappiù: tutto qua. La natura, evidentemente,
non contava sulla mia comparsa e, di conseguenza, mi ha trattato
come si fa con un ospite inatteso e incomodo.»
(Ivan Turgenev, Diario di un uomo superfluo. Traduzione di Alessandro Niero)
Čulkaturin è un ragazzo di 30 anni, figlio di proprietari terrieri piuttosto agiati. Un giorno inizia a raccogliere le sue memorie in un diario dopo aver appreso dal suo medico che gli rimangono poche settimane di vita. Nelle pagine del diario, il giovane ricorda la sua infanzia infelice: suo padre, un giocatore d'azzardo incallito, morì per un inctus lasciando la moglie piena di debiti, per saldare i quali fu necessario vendere quasi tutte le terre. Giunto a Mosca con sua madre, il dodicenne Čulkaturin iniziò a prendere coscienza del suo essere "superfluo".
Anni dopo, Čulkaturin trascorse circa sei mesi in provincia e fece la conoscenza di Kirill Matveevič Ožogin, uno dei principali funzionari del distretto. Divenuto un frequentatore abituale della casa di Ožogin, Čulkaturin si innamorò della figlia diciassettenne Elizaveta (Liza) Kirillovna. I due trascorrevano il tempo passeggiando nel bosco, prendendo il tè in famiglia e dedicandosi alle letture dei classici. Qualche settimana dopo, l'arrivo del principe N* nella tenuta degli Ožogin fece crollare il sogno di Čulkaturin. Liza, innamoratasi del giovane principe, cominciò a mostrarsi infastidita dalla presenza di Čulkaturin. Dopo essere stata abbandonata dal principe, venuto meno alla promessa di sposarla, Liza accettò la proposta di matrimonio di un funzionario di basso rango, un tale Biz’mënkov, non lasciando a Čulkaturin altra soluzione che fare ritorno a casa e rfilettere sul suo ruolo assolutamente marginale nella storia. Il diario si chiude con una citazione dei versi della poesia Ch’io vaghi lungo strade rumorose di Aleksandr Puškin.

## Edizioni
- Ivan Sergeevič Turgenev, Diario di un uomo superfluo, traduzione di Bruno Marini, Firenze, Vallecchi, 1946.
- Ivan Sergeevič Turgenev, Tutte le opere, a cura di Ettore Lo Gatto, traduzione di Giacinta De Dominicis Jorio, vol. 2, Milano, U. Mursia & C., 1966,  pp. 493-539.
- Ivan Sergeevič Turgenev, Il diario di un uomo superfluo, a cura di Luciana Montagnani, Latina, L’Argonauta, 1986.
- Ivan Sergeevič Turgenev, Diario di un uomo superfluo, traduzione di Alessandro Niero, Voland, 2010.